# Composto orgânico

Acetona ou propanona

Os compostos ou moléculas orgânicas são, as substâncias químicas que contêm na sua estrutura carbono e ligações covalentes C-H, ou substâncias que sejam derivados destas (por exemplo o CCl4, derivado do clorofórmio). Na realidade, quase todos os compostos com carbono pertencem a esta classe de compostos, à exceção dos carbetos (CaC2, Ag2C2, entre outros), carbonatos e bicarbonatos (Na2CO3 e NaHCO3, respectivamente), cianetos (HCN), óxidos de carbono (CO e CO2), assim como os alótropos do carbono grafite e grafeno, diamante e o fulereno.  As moléculas orgânicas apresentam geralmente outros elementos como o oxigénio, nitrogénio, enxofre, fósforo, boro, halogénios entre outros.
As moléculas orgânicas podem ser:

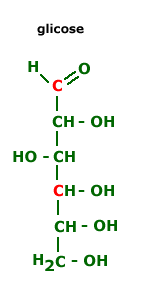
Glicose

- Moléculas orgânicas naturais: Encontram-se na natureza e são sintetizadas pelos seres vivos, denominadas biomoléculas, que são estudadas pela bioquímica. Podem, no entanto, ser sintetizadas em laboratório.
- Moléculas orgânicas artificiais: São substâncias orgânicas que não existem na natureza e têm sido fabricadas pelo ser humano, como os plásticos. A maioria dos compostos orgânicos puros são produzidos artificialmente.[2]

A linha que divide as moléculas orgânicas das inorgânicas tem originado polêmicas e historicamente tem sido arbitrária, porém, geralmente os compostos orgânicos apresentam carbono ligado a hidrogênio, e os compostos inorgânicos não. Deste modo, o ácido carbônico é inorgânico, entretanto, o ácido fórmico, o primeiro ácido carboxílico, é orgânico. O anidrido carbônico e o monóxido de carbono são compostos inorgânicos. Portanto, todas as moléculas orgânicas contêm carbono, porém nem todas as moléculas que tem carbono, são moléculas orgânicas.
A etimologia da palavra "orgânico" significa que procede de "organos", relacionada com a vida, em oposição ao inorgânico que teria o significado de tudo que carece de vida.

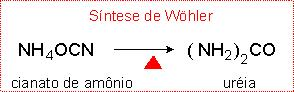
Síntese de Wohler

Para os químicos antigos, as substâncias orgânicas eram provenientes de fontes animais ou vegetais, e as substâncias inorgânicas seriam aquelas de procedência mineral. Durante muitos anos acreditava-se que entre a química orgânica e a química inorgânica existia uma barreira intransponível. No princípio do século XIX, o químico alemão Friedrich A. Wöhler conseguiu sintetizar a ureia, um produto orgânico, a partir de substâncias inorgânicas (o cianato de amônio), comprovando que tal divisão era totalmente artificial, algo que é completamente evidente na química moderna.

## Hidrocarbonetos ou carbonetos de hidrogênio
- Hidrocarbonetos alifáticos saturados
  - alcanos

4-metil octano (CAS 2216-34-4)
- - cicloalcanos

 ciclopentano (CAS 287-92-3)
- Hidrocarbonetos etilénicos, etênicos, olefinas, alquenos ou alcenos.
  - Alcenos mono-insaturados

 3-metil non-2-eno (CAS 539-53-3)
- - Alcenos

buta-1,2-dieno    ou metil aleno (CAS 590-19-2)
- - Cicloalcenos

ciclopenteno    (CAS 142-29-0)
- - ciclodienos

 ciclopenta-1,3-dieno (CAS 742-92-7)
- Hidrocarbonetos acetilenicos ou alcinos:

pent-2-ino (CAS 627-21-4)
- Hidrocarbonetos aromáticos

 benzeno   (CAS 71-43-2) H3x-c{o}  tolueno ou metil benzeno (nomenclatura oficial IUPAC) (CAS 108-88-3)

## Funções orgânicas monovalentes
Neste caso, função monovalente é aquela onde cada carbono em pauta é ligado só com um  elemento só que não seja o próprio carbono ou o hidrogênio. as divalentes com dois, trivalentes com três e tetravalentes quatro
- Halogeneto de alquilo ou haleto de alquila (br)

 1-bromo-heptano (CAS 629-04-9)
- haletos de alila

 3-bromo prop-1-eno   (CAS 106-95-6)
- Haletos aromáticos

 cloreto de fenila(usual) 1-cloro benzeno(oficial) (CAS 100-47-7)
- Compostos organometálicos

 dimetil zinco (CAS 544-97-8)
Os derivados monovalentes com oxigênio
- Álcoois

 butan-1-ol (CAS 71-36-3)
- Fenóis

 1-hidroxi 4-metil benzeno    ou para tolueno
- Éter-óxidos

 Éter etílico e metílico(usual) etóxi metano(Oficial IUPAC) (CAS 540-67-0)
- Éter-sais dos ácidos minerais

 dietil sulfato (CAS 64-67-5)
- poliálcois

 glicerol ou  propan-1,2,3-triol (CAS 56-81-5)
- Epóxidos

 Óxido de etileno ou epoxietano (CAS 75-21-8)

Os derivados monovalentes com nitrogênio
- Compostos nitrados

 1-nitropropano (CAS 108-03-2)
- Compostos nitrosados

 2-nitrosopropano (CAS 920-40-1)
- Hidroxilaminas

 metil hidroxilamina (CAS 593-77-1)
- Aminas alifáticas

 trimetilamina  (CAS 75-50-3)
- Aminas aromáticas

 anilina   ou amino benzeno  (CAS 62-53-3)
- Acetais (e os hemi-cetais, os acétais, os hemi-acétais)

 1,1 dimetoxi etano (CAS 534-15-6)
- Enaminas

(CAS 6163-56-0)

## As funções orgânicas divalentes
- Cetonas

 acetona ou propan-2-ona (CAS 67-64-1)
- Quinonas

 benzoquinona (108-88-3)
- Aldeídos

 pentanal (CAS 110-62-3)
- Cetenas

metilcetena  (CAS 6004-44-0)
- Iminas

 acetaldimina (CAS 20729-41-3)
- Óximas

 isopropilideneazanol ou propan-2-ona, oxima (CAS 127-06-0)
- Cetonas a-ß-insaturadas

 3 penteno-2-ona (CAS 625-33-2)

## As funções orgânicas trivalentes
- Ácidos carboxílicos

 ácido acético(usual)ácido etanóico (oficial IUPAC)
- Anidridos

 anidrido propanóico (CAS 123-62-6)
- Haletos de ácido

 cloreto de acetilo (CAS 75-36-5)
- Ésteres

 acetato de etila (CAS 141-78-6)
- Lactonas

 gamma butirolactona (CAS 96-48-0)
- Amidas

 N. metil acetamida (CAS 79-16-3)
- Lactamas

 butirolactama ou 2-pirolidinona (CAS 616-45-5)
- Nitrilas

acetonitrila (CAS 75-05-8)
- Isonitrilas

## As funções orgânicastetravalentes
- Cloroformiatos

 cloroformiato de metila (CAS 79-22-1)
- Enois

 2-buten-3-ol   (CAS 21451-76-3)

## Os derivados não saturados
- Eteres isociánicos

metil de isocianato (CAS 624-83-9)
- Álcoois alílicos

 álcool alílico ou 2-propen-1-ol  (CAS1576-95-0)
- Álcoois homo-alílicos

 3-penten-1-ol (CAS 1576-95-0)

## Os compostos aromáticos
Os compostos aromáticos contêm um ciclo de átomos de carbono de típo do benzeno ou similar. Se o ciclo contêm um outro elemento que o carbono, fala-se de heterociclo.
- O benzeno e seus derivados  
  -  tolueno ou metil benzeno (CAS 108-81-3)
  -  o-xileno (CAS 95-47-6)
  -   m-xileno (CAS 108-38-3)
  -   p-xileno (CAS 106-42-3)
  -  trimetilbenzeno (CAS 108-67-8)
  -  ftalimida (CAS 85-41-6)
  -  ftalimida de potássio
  -  anidrido ftálico ( CAS 85-44-9)
- Os heterociclos
  -  piridina (CAS 110-86-1)
  -  furano (CAS 110-00-9)
  -  tiofene (CAS 110-02-1)
  -  pirrol (CAS 109-97-7)

## Outros
Podemos também citar os compostos incluídos em outros ramos da química:
* Os polímeros
* Os compostos organo-metálicos
todos os seres químicos existentes incluindo o petróleo.